# 소벽항
소벽항(小碧港)은 경상남도 남해군 창선면 율도리, 창선도 섬의 소벽마을 인근에 있는 어항이다. 2002년 8월 6일 어촌정주어항으로 지정하여 관리하고 있다. 시설관리자는 남해군수이다.

## 어항 연혁
- 대벽 마을에 비해 산세가 험하지 않고 온화한 자연경관으로 작은 벽재라는 뜻으로 소벽(小碧)이라 불리고 있다.

## 어항 시설
- 선착장 L=205m, B=4.5m, 물량장 L=60m, B=50m

## 주요 어종
- 도다리, 노래미, 반지락, 볼락 등